# التصنيفات الدولية لتنزانيا
تتضمن هذه المقالة التصنيفات الدولية لتنزانيا .

## التصنيفات الدولية
| منظمة                            | استطلاع                               | تصنيف      |
| -------------------------------- | ------------------------------------- | ---------- |
| معهد الاقتصاد والسلام            | مؤشر السلام العالمي                   | 58 من 144  |
| برنامج الأمم المتحدة الإنمائي    | مؤشر التنمية البشرية المعدل حسب الدخل | 117 من 182 |
| منظمة الشفافية الدولية           | مؤشر مدركات الفساد                    | 87 من 180  |
| المنتدى الاقتصادي العالمي        | تقرير التنافسية العالمية              | 117 من 133 |
| المنظمة العالمية للملكية الفكرية | مؤشر الابتكار العالمي، 2024           | 120 من 133 |